# Nymphorgerius plotnikovi
Nymphorgerius plotnikovi är en insektsart som beskrevs av Kusnezov 1929. Nymphorgerius plotnikovi ingår i släktet Nymphorgerius och familjen Dictyopharidae. Inga underarter finns listade i Catalogue of Life.